# Vosberg (Rumst)
Vosberg is een plaats in de Belgische gemeente Rumst. In het gebied vindt land- en tuinbouw plaats. Er is een school voor kleuter- en lager onderwijs (de Vosbergschool). Vosberg heeft een eigen parochie, de kerk is de Heilige Familiekerk. Sinds 1960 worden elk jaar in augustus de Vosbergfeesten georganiseerd. Daarnaast is er ook een jeugdbeweging actief, KLJ Vosberg.